# Marcus Meyer

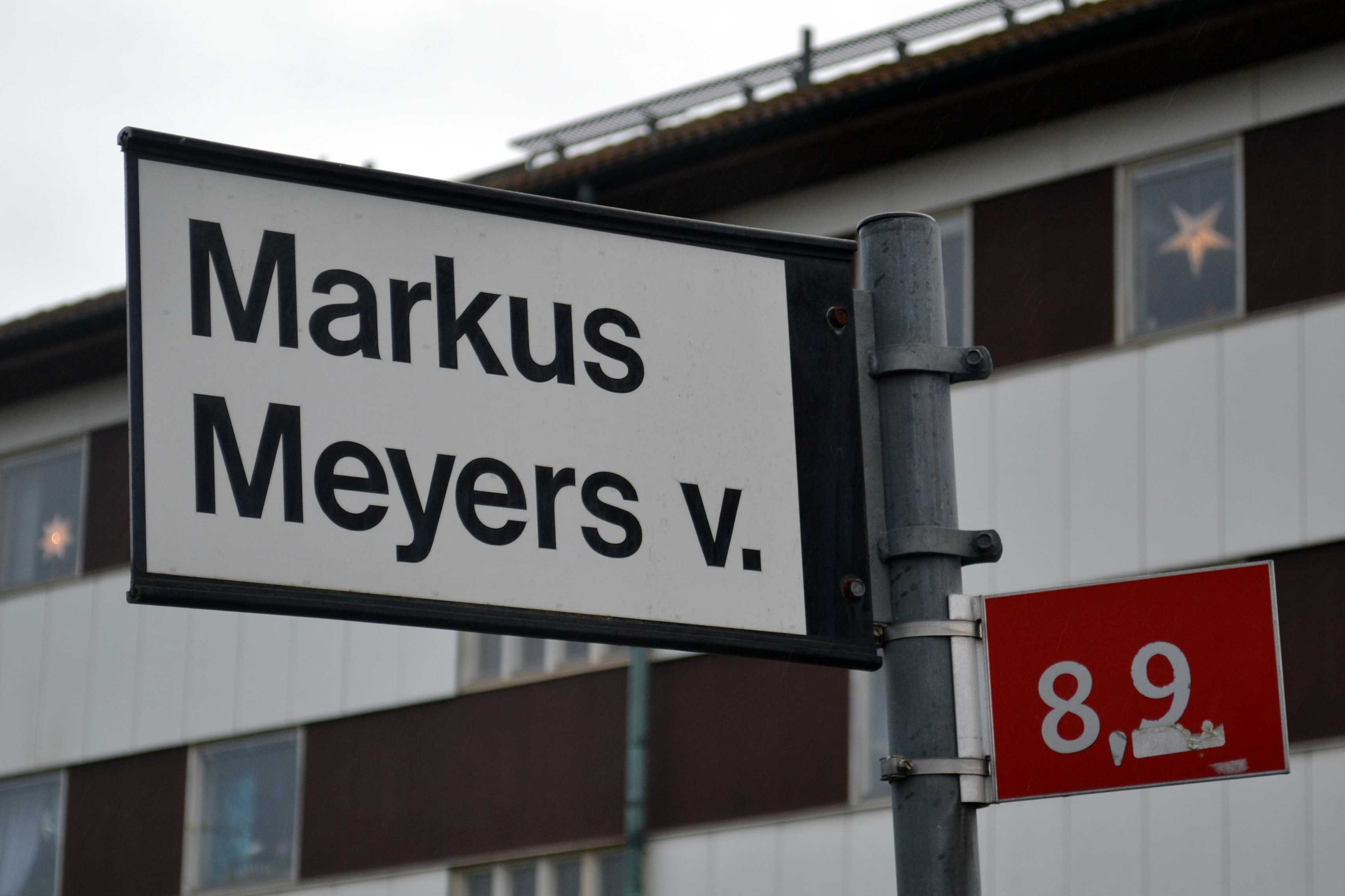
Markus Meyers väg i Varberg har uppkallats efter 1500-talkrigaren.

Marcus Meyer (även stavat Markus Meyer eller Marx Meyer), död 17 juni 1536 i Helsingör (avrättad), var en tysk legoknekt från Lübeck. Sambo med Agneta Willeken. Meyer kämpade på Kristian II:s sida under grevefejden. Han blev fånge på Varbergs slott 1535, men var sedan slottets herre 1535–1536, sedan han i konspiration med stadens borgerskap släppt in fienden genom slottets avträde, varefter dess bemanning övermannades. Slottet återtogs sedan och Meyer dömdes till döden.

## Bakgrund

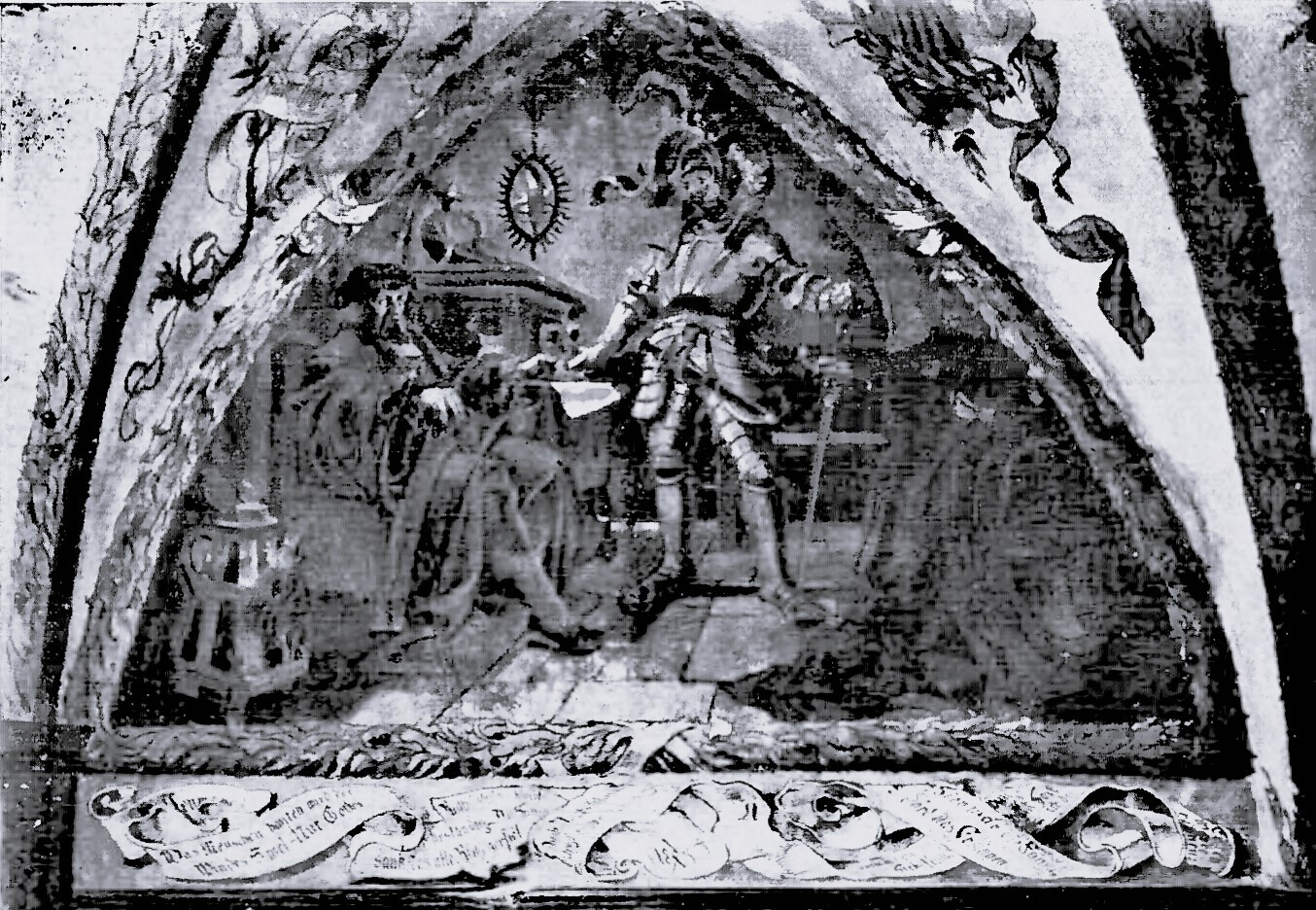
Wullenwever och Meyer på "septemberkvällen" Emanuel Geibel i Ratskeller i Lübeck

Marcus Meyer skall ha börjat sin bana som grovsmed i Lübeck och var gift med änkan efter Goslik Lunte, borgmästare i Lübeck. Genom sin vänskap med borgmästaren Jürgen Wullenwever fick Meyer befäl över stadens väpnade trupper, och i kriget mot Holland förde han befälet över den lübska flottan. Han jagade de holländska fartygen in på engelskt vatten, där både holländska och spanska fartyg sänktes. Meyer landsteg sedan i England, trots att detta land var Hollands allierade. Han lyckades få audiens hos kung Henrik VIII, som därefter blev Meyers gynnare och dubbade honom till riddare. Meyer återvände till Lübeck som en ansedd man. Lübeck försökte få till en allians med England, och vissa förhandlingar tycks ha gått genom Marcus Meyer, som ju hade en god relation till Henrik VIII. 1534 försökte han värva svensken Svante Sture d.y., som befann sig i staden, i en komplott mot Gustav Vasa och Sverige, vilket misslyckades.

## Grevefejden
Under grevefejden, då Kristofer av Oldenburg befann sig på Fyn i Danmark med sin här, kom Marcus Meyer till Själland som befälhavare för tre fänikor knektar. De skeppades över till Skåne, där hjälp från skåningar och hallänningar väntade. Under greve Johan av Hoyas befäl marscherade man till Ängelholm och sedan vidare till Halmstad, vars befästningar man försökte storma, vilket misslyckades. Greven av Hoya hade skrivit brev till Truid Ulfstand som var befälhavare på Varbergs slott, där han uppmanade denne att hålla stånd mot svenskarna. Emellertid hade Ulfstand, tillsammans med Claus Bilde, slottsherre på Bohus fästning, bestämt sig för att ställa sig emot Lübeck. Eftersom grevens av Hoya brev varken var undertecknat av det danska riksrådet eller av greven av Oldenburg, ignorerade Ulfstand brevets uppmaning och betraktade lübeckarna under greven av Hoya som sin fiende. Stillestånd slöts med svenskarna och Varbergs slott skulle vara neutralt. Borgerskapet i Varbergs stad var dock av en annan åsikt och stödde Kristian II. Man hoppades stilleståndet mellan Ulfstand och svenskarna var av tillfällig art och att man även i framtiden kunde räkna med Ulfstands stöd.
När Johan av Hoya, som alltså befann sig vid Halmstad, fick veta att den skånska adeln som kämpat på Lübecks sida i december 1534 gått över till svenskarna i Göinge härad, tågade han omedelbart söderut med sin här. Samtidigt delades hären upp: Själv gick han mot Köpenhamn, medan två andra befälhavare gick till Landskrona och Marcus Meyer tillsammans med Jörgen Kock stannade i Helsingborg, vars slott och län kontrollerades av den danske marsken Tyge Krabbe.

### Meyer på Varbergs slott

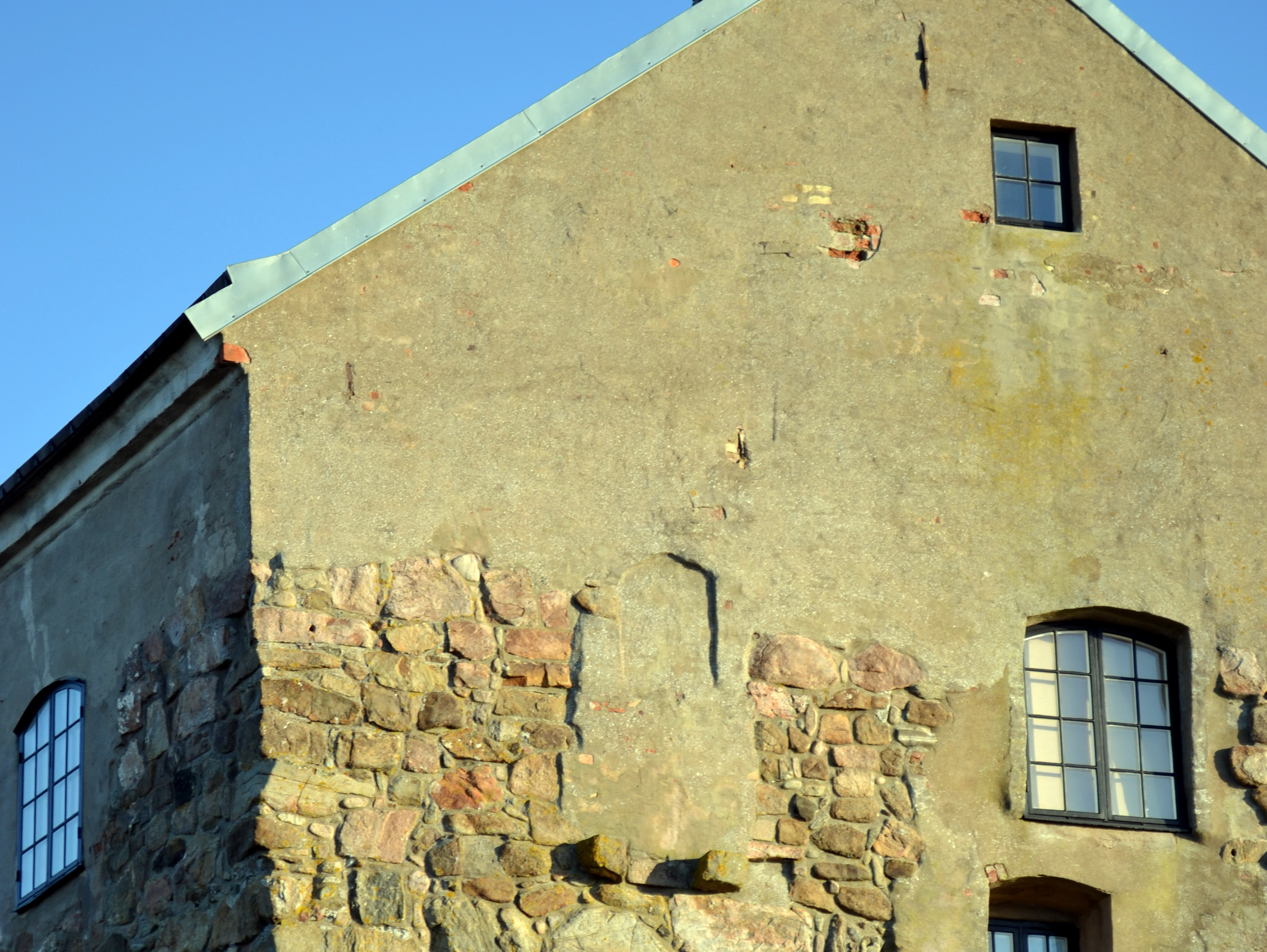
Spåren efter avträdet där Marcus Meyer släppte in varbergarna 1535 syns fortfarande. Det har vilat på de utskjutande stenarna i bildens mitt, till vänster om fönstret. Notera att borgens fönster tillkommit under senare tid.

Krabbe lovade Meyer och Kock att Helsingborgs slott skulle stå på deras sida, men när svenska trupper anföll Helsingborg lät Krabbe dem veta att de kunde lita på hans stöd. Mitt under striden vändes Helsingborgs kanoner i ryggen på lübeckarna, som därför tvingades ge sig som fångar. Marcus Meyer sändes som fånge till Varbergs slott, som ju kontrollerades av den svenskvänlige Ulfstand. I februari 1535 reste Meyer under lejd till Läckö slott eftersom Gustav Vasa ville tala med honom, troligen om Meyers möte med Svante Sture i Lübeck. I mars var Meyer tillbaka i Varberg.
Truid Ulfstand behandlade sin fånge väl och gav honom stora friheter. Förhållandet mellan slottsherren och stadens borgerskap var inte det bästa. Meyer rådde Ulfstand att sluta stillestånd med borgerskapet, vilket också skedde. Samtidigt som Marcus Meyer tycktes vara lojal mot Ulfstand konspirerade han mot honom. I konspirationen ingick också slottets kaplan Rasmus Kjeldsen, borgmästaren i Varberg Claus Nielsen, kyrkoherden samt en rad andra personer ur borgerskapet. På norra slottslängans västra gavel fanns ett avträde som hängde utanpå muren. Genom detta släppte Meyer ner ett snöre till de väntande borgarna nedanför, som fäste en repstege i snöret, som Meyer sedan kunde dra upp. Därefter kunde 21 knektar och 10 borgare ta sig in i slottet. Då Ulfstand morgonen därpå lämnat slottet övermannade varbergarna slottets bemanning, och på detta vis blev Marcus Meyer herre på Varbergs slott den 11 eller 12 mars 1535. Ulfstands hustru och barn blev hans fångar, samtidigt som stora rikedomar som halländska adelsmän deponerat på slottet föll i hans händer.
Meyer satt på Varberg slott i 15 månader, och förde då ett våldsamt styre med plundring. Till exempel förstörde han de sista resterna av Ås kloster. Så småningom återvände Ulfstand, och den 27 maj 1536 påbörjades eldgivning med kanoner mot slottet, som föll. Meyer togs till fånga. Att han svikit sitt hedersord och erövrat slottet räknades som ett allvarligt brott. Han fördes till Helsingör, där han avrättades den 17 juni. Ulfstand blev åter herre på Varbergs slott och innehade posten till sin död 1545.
Marcus Meyers namn lever kvar i Varberg genom Markus Meyers väg i södra delen av staden.